# The Crow III – Tödliche Erlösung
The Crow III – Tödliche Erlösung ist ein US-amerikanisch-deutscher Fantasyfilm aus dem Jahr 2000. Er ist die zweite Fortsetzung von The Crow, welcher auf den Comics von James O’Barr basiert. Er wurde direkt auf DVD veröffentlicht.

## Handlung
Alex Frederic Corvis soll seine Freundin Lauren Randall grausam ermordet haben. Er beteuert seine Unschuld, wird aber zum Tode verurteilt. An seinem 21. Geburtstag soll er durch den elektrischen Stuhl seinen Tod finden. Alex’ Seele findet keine Ruhe solange der vorzeitige Tod seiner Freundin ungesühnt bleibt. Er kehrt als „The Crow“ zurück, um Rache an den wahren Schuldigen zu nehmen. Er kommt gerade rechtzeitig, um zu entdecken, dass Laurens jüngere Schwester Erin mittlerweile selbst in den Dunstkreis der Mörder geraten ist. Er stößt bei seinen Nachforschungen auf eine Gruppe korrupter Polizisten, die in das Verbrechen involviert scheinen.

## Kritik
Das Lexikon des internationalen Films urteilte: „Mit Rock- und Popmusik unterlegte zweite Fortsetzung eines Horrorthrillers mit Kultcharakter, deren gediegene Ausstattung weit über dem Durchschnitt des Genres liegt, die sich jedoch in einen Rausch von Blut und Gewalt hineinsteigert, während die morbide Atmosphäre des Erstlings vernachlässigt wird.“

## Trivia
- Die deutsche DVD/Fernsehversion war viel kürzer als das Original, lediglich die ungeprüfte Pressekassette von BMG war komplett ungekürzt. Da auch viele für die Handlung wichtige Stellen und die ganze Schlussszene weggelassen wurden, fehlten viele Zusammenhänge in der deutschen Version.
- Die deutsche DVD enthielt (wohl aufgrund der massiven Kürzungen) keine englische Original-Tonspur.
- 2013 wurde der Film von der FSK noch einmal neugeprüft und erhielt dann ungekürzt die Altersfreigabe ab 18 Jahren.[3]